# 34. vestlige længdekreds
Den 34. vestlige længdekreds (eller 34 grader vestlig længde) er en længdekreds, der ligger 34 grader vest for nulmeridianen. Den løber gennem Ishavet, Grønland, Atlanterhavet, det Sydlige Ishav og Antarktis.